# Habitatge al carrer Pilar, 5 (Ulldecona)
L'Habitatge al carrer Pilar, 5 és un edifici d'Ulldecona (Montsià) inclòs a l'Inventari del Patrimoni Arquitectònic de Catalunya.

## Descripció
Es tracta d'un edifici entre mitgeres, format per planta baixa i dos pisos. Façana arrebossada amb decoracions en alguns punts. La porta principal té llinda i brancals de pedra i al costat s'obre una finestra. Als pisos superiors, hi ha dos balcons per nivell i, a l'extrem superior, la teulada fa una certa volada. La decoració, a base d'esgrafiat força senzill, se centra en tres pisos i tenen la funció de separar horitzontalment els diferents nivell; dibuixen unes garlandes i altres motius decoratius de tipus vegetal de caràcter estilitzats. Al voltant de les finestres l'arrebossat dissimula carreus.

## Història
Els propietaris situen la construcció de l'edifici, aproximadament, en el primer quart del segle xx, cronologia que concorda amb la decoració de la façana. Actualment (2008) hi ha constància que la façana ha estat totalment remodelada i que només en queda la porta original, i que la resta de l'edifici és nou.